# Jesse Reid
Jesse Reid, född 14 februari 1991 i Winnipeg, Kanada, är en kanadensisk skådespelare. Reid är känd som skådespelare i filmer och TV-serier såsom Under One Roof, Fairly Odd Parents, Smallville, Watchmen, Godzilla och Apornas planet: (r)evolution. Han började skådespela vid 14 års ålder och bor för tillfället i Vancouver.

## Filmografi (i urval)
- Watchmen (2009)
- A Fairly Odd Movie: Grow Up, Timmy Turner! (2011)
- Apornas planet: (r)evolution (2011)
- Godzilla (2014)
- The Cannon (2017)